# العلاقات السويدية العراقية
العلاقات العراقية السويدية وهي العلاقات الثنائية بين دولتي العراق والسويد، حيث لدى العراق سفارة في مدينة ستوكهولم ولدى السويد سفارة في مدينة بغداد وقنصلية في مدينة أربيل، وتتلخص العلاقة أيضا بوجود حوالي 150 ألف مهاجر عراقي وسويديين من أصل عراقي يعيشون في السويد، حيث تعتبر الجالية العراقية من أكبر الجاليات الأجنبية في السويد.
العلاقات بين البلدين تعود إلى الثمانينات عندما سمح العراق للشركات السويدية للعمل في العراق، إلا أن العلاقات ساءت بعد غزو العراق للكويت في سنة 1990 وعادت العلاقات تدريجيا بعد سقوط نظام صدام حسين، السفارة السويدية نقلت مؤقتا إلى مدينة عمان في الأردن بعد غزو العراق في سنة 2003 بسبب التهديدات الإرهابية إلا أنه تم إرجاعها إلى بغداد في نهاية عام 2009.

## قطع العلاقات
في 20 تموز/يوليو 2023، وبعد أن قام اللاجئ العراقي الأصل يُدعى سلوان موميكا بإحراق نسخة من القرآن الكريم للمرة الثانية، وحرق العلم العراقي للمرة الأولى أمام السفارة العراقية في السويد، قررت الحكومة العراقية طرد السفيرة السويدية وقطع العلاقات الدبلوماسية بالكامل مع ستوكهولم.